# Enggain
Enggain (auch: Ragaen, Raggain-tō, Rekaen, Rekean) ist eine Insel des Ailinglaplap-Atolls in der Ralik-Kette im ozeanischen Staat der Marshallinseln (RMI).

## Geographie
Das Motu liegt im östlichen Riffsaums des Atolls zwischen Debu im Süden und Eridj im Norden an der Rapurapu Passage (Lapalap Passage, Rapurapu-Suido).

## Klima
Das Klima ist tropisch heiß, wird jedoch von ständig wehenden Winden gemäßigt. Ebenso wie die anderen Orte der Ailinglaplap-Gruppe wird Enggain gelegentlich von Zyklonen heimgesucht.